# 神ぷろ。
『神ぷろ。』（かみぷろ。）は、國津武士による日本の漫画作品。
『月刊コミックアライブ』（メディアファクトリー）に、2006年8月号から2008年3月号まで、全18話が連載された。単行本は全3巻。
神社の神主を1人で務めている主人公・景綱（かげつな）を中心に起こる様々な騒動をコミカルに描いたコメディ作品である。

## あらすじ
ある日、とある町の真ん中にあるオンボロ神社に、戦神・刀鳴神（となりのかみ）が配属される。しかし時代は戦など無い現代日本……神社は高校生神主、景綱によって縁結び神社になっていた。
刀鳴は、仕方なく縁結びの神として振舞うことになるが……。

## 主な登場人物

### 学校の生徒
景綱（かげつな）
本作の主人公。高校生ながら、神社の神主を1人で勤めている。
聖（ひじり）
景綱の幼馴染。空手部所属。
袁王院 ラリサ（えんおういん ラリサ）
巨大財閥のお嬢様。
御堂川 凛（みとがわ りん）
空手部マネージャー、風紀委員。いつも制服の上にジャージの上着を着ている。

### 神様
刀鳴神（トナリノカミ）
元・戦神。まじめで凛とした性格だが、女の子らしい一面も。
乎都稚（コツチ）・乎袈稚（コカチ）
双子の死神。ほとんど声を出さず、喋る時もこそこそと耳打ちするように喋る。
棘門神（キヨトノカミ）
刀鳴の同僚。
荒剣神（アラギノカミ）
猿の面をかぶった長身の元・戦神。なぜかラリサに仕えている。刀鳴との対戦成績は99戦99分け。

## 単行本
各単行本の巻末には登場キャラクターの原案イラスト、3巻には著者あとがき……などが収録されている。
- 國津武士 『神ぷろ。』 メディアファクトリー〈MFコミックス アライブシリーズ〉、全3巻
  1. 2007年1月発行（2007年1月23日発売[1]）、ISBN 978-4-8401-1667-1
  2. 2007年7月発行（2007年7月23日発売[2]）、ISBN 978-4-8401-1932-0
  3. 2008年3月発行（2008年3月22日発売[3]）、ISBN 978-4-8401-2213-9